# 'Arab al-Jahalin
'Arab al-Jahalin ou al-Jabal, en arabe : عرب الجهالّين, est un village du gouvernorat de Jérusalem en Palestine. Il est situé à cinq kilomètres au sud-est de Jérusalem sur une colline à proximité de Béthanie et à 300 mètres de la décharge municipale de Jérusalem. Il est situé dans la zone C de la Cisjordanie.
Selon le recensement du bureau central palestinien des statistiques, la localité compte une population de 1 856 habitants en 2017.
Depuis 1967, 'Arab al-Jahalin est occupé par Israël.